# Scytodes dorothea
Espèce
Scytodes dorothea est une espèce d'araignées aranéomorphes de la famille des Scytodidae.

## Distribution
Cette espèce est endémique du Texas aux États-Unis.

## Description
Le mâle holotype mesure 3,10 mm et la femelle paratype 4,00 mm.

## Étymologie
Cette espèce est nommée en l'honneur de Dorothea DeMuth Mulaik.

## Publication originale
- Gertsch, 1935 : Spiders from the southwestern United States. American Museum novitates, no 792, p. 1-31 (texte original).